# HD 44362
HD 44362，又名CD-50 2169，SAO 234442、HR 2281，是一颗恒星，视星等为7.04，位于銀經258.49，銀緯-25.58，其B1900.0坐标为赤經6h 16m 20.1s，赤緯-50° -25.58′ 0″。